# 圣皮埃尔拉瓦勒
圣皮埃尔拉瓦勒（法語：Saint-Pierre-Laval，法語發音：[sɛ̃ pjɛʁ laval]）是法国阿列省的一个市镇，属于维希区。

## 地理
圣皮埃尔拉瓦勒（46°12'6"N, 3°46'47"E）面积24.03 平方千米，位于法国奥弗涅-罗讷-阿尔卑斯大区阿列省，该省份为法国中部省份，北起涅夫勒省、西北接谢尔省，西南至克勒兹省，南至多姆山省，东南临卢瓦尔省，东临索恩-卢瓦尔省。
与圣皮埃尔拉瓦勒接壤的市镇（或旧市镇、城区）包括：昂德拉罗什、阿尔弗耶、沙特吕、德鲁瓦蒂里耶、圣博内德卡尔、圣马丹代斯特雷欧。

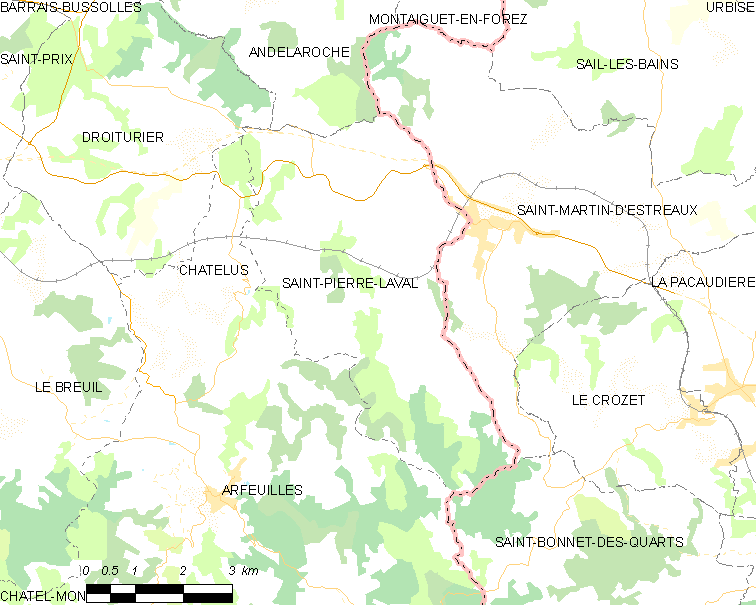
圣皮埃尔拉瓦勒的OSM定位图

圣皮埃尔拉瓦勒的时区为UTC+01:00、UTC+02:00（夏令时）。

## 行政
圣皮埃尔拉瓦勒的邮政编码为42620，INSEE市镇编码为03250。

## 政治
圣皮埃尔拉瓦勒所属的省级选区为拉帕利斯县。

## 人口

1962-2008年间圣皮埃尔拉瓦勒人口变化图示

圣皮埃尔拉瓦勒于2022年1月1日时的人口数量为365人。